# La Famille Savage
Pour les articles homonymes, voir The Savages.
Pour plus de détails, voir Fiche technique et Distribution.
La Famille Savage (The Savages) est un film américain de Tamara Jenkins, sorti en 2007.

## Synopsis
Wendy Savage, intérimaire voulant devenir dramaturge et entretenant une liaison avec un homme marié, et son frère Jon, professeur d'université auteur d'écrits, n'étaient pas pressés de revoir leur père, Lenny. Après avoir eu assez de mal à échapper à son emprise, ils ne voulaient surtout pas replonger dans une histoire familiale déjà trop chargée. Même si cela n'a pas été facile tous les jours, chacun mène sa vie d'adulte. Mais la santé déclinante de leur père les oblige à s'extraire de leurs vies pour prendre en charge cet homme qu'ils évitaient depuis plusieurs années.

## Commentaires
Cette comédie dramatique fait une réflexion sur la vieillesse assez juste et réaliste. La réalisatrice nous montre que s'occuper d'une personne âgée n'est pas une chose facile en montrant un vieil homme devenir sénile et les enfants qui doivent faire un choix concernant leur père.

## Fiche technique
- Titre : La Famille Savage
- Titre original : The Savages
- Réalisation et scénario : Tamara Jenkins
- Producteurs : Anne Carey, Ted Hope (en) et Erica Westheimer
- Coproducteur : Lori Keith Douglas
- Producteurs exécutifs : Anthony Bregman, Jim Burke, Alexander Payne, Jim Taylor et Fred Westheimer
- Directeurs de production : Jonathan Ferrantelli (superviseur post-production), Mike S. Ryan (superviseur de la production: Arizona) et Robin Sweet (manager de production unité)
- Musique : Stephen Trask
- Directeur de la photographie : W. Mott Hupfel III
- Montage : Brian A. Kates
- Distribution des rôles : Jeanne McCarthy
- Création des décors : Jane Ann Stewart
- Direction artistique : Suttirat Anne Larlarb et Mario Ventenilla
- Décorateur de plateau : Carrie Stewart
- Création des costumes : David C. Robinson
- Budget : 9 millions de dollars
- Sociétés de production : Fox Searchlight Pictures, Lone Star Film Group, This Is That Productions, Ad Hominem Enterprises, Cooper's Town Productions et Savage Productions
- Sociétés de distribution :  Fox Searchlight Pictures •  Twentieth Century Fox Film Corporation •  20th Century Fox
- Genre : Comédie dramatique
- Pays de production :  États-Unis
- Format : 1.85:1 - 35mm - Couleur - Son SDDS - Dolby Digital et DTS
- Langues : anglais, allemand et cantonais
- Durée : 113 minutes
- Dates de sortie en salles : 
  - États-Unis : 28 novembre 2007
  - France, Belgique : 20 février 2008

## Distribution

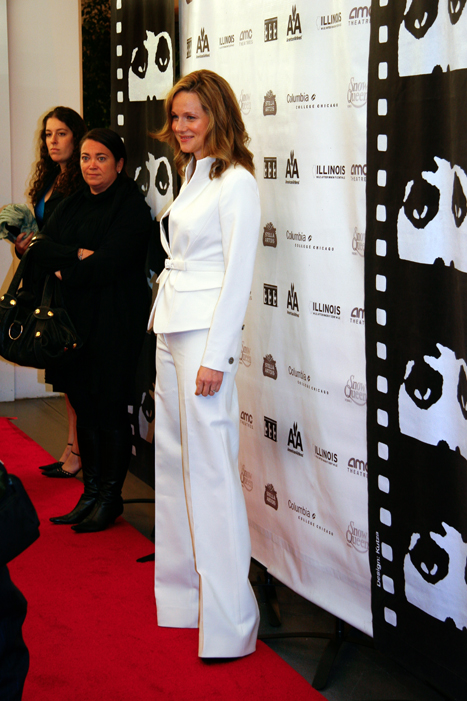
L'actrice principale Laura Linney à une présentation du film au Chicago Film Festival 2007.

- Laura Linney (VQ : Nathalie Coupal[1]) : Wendy Savage, 39 ans, écrit des pièces de théâtre qu'elle rêve de voir retenues
- Philip Seymour Hoffman (VQ : Thiéry Dubé[1]) : Jon Savage, 42 ans, son frère aîné, professeur spécialiste de Brecht
- Philip Bosco (VQ : Yves Massicotte[1])  : Lenny Savage, le père, dur et déclinant, de Jon et Wendy
- Peter Friedman (VQ : René Gagnon[1])  : Larry Mendlessohn, 52 ans, homme marié amant de Wendy
- Gbenga Akinnagbe (VQ : Marc-André Bélanger[1])  : Jimmy, l'employé - d'origine nigériane - de la maison de retraite
- David Zayas (VQ : Manuel Tadros[1]) : Eduardo, l'aide-soignant à domicile de la compagne de Lenny
- Debra Monk : Nancy Lachman, la femme du couple qui chasse Lenny du domicile
- Guy Boyd : Bill Lachman, l'homme du couple qui chasse Lenny du domicile
- Cara Seymour : Kasia, la jeune Polonaise
- Rosemary Murphy : Doris Metzger, la compagne de Lenny
- Margo Martindale : Roz
- Patti Karr : la vieille dame avec l'oreiller rouge
- Max Jenkins-Goetz : le jeune garçon qui joue dans la pièce de théâtre
- Salem Ludwig : M. Sperry
- Tonye Patano : Mme Robinson
- Zoe Kazan : une étudiante
- Michael Higgins : le premier résident

## Réception

### Critique
La Famille Savage a obtenu des critiques positives. Le site Rotten Tomatoes lui attribue 89 % de critiques favorables, basé sur 165 commentaires de la presse ou critiques cinématographique (147 avis positifs et 18 avis négatifs), avec une note moyenne de 7,4 sur 10. Dans la catégorie Top Critics du site, le long-métrage obtient 97 % de critiques positives, basé sur 37 commentaires (36 avis positifs et 1 avis négatif), avec une note moyenne de 7,8 sur 10. Le site Metacritic attribue à La Famille Savage 85 sur 100, basé sur 37 critiques positives.
Apprécié aux États-Unis par la critique, La Famille Savage fait partie du Top 10 des meilleurs films de l'année 2007 de quelques critiques :
- 1 - Carina Chocano, Los Angeles Times (ex æquo avec  Le Scaphandre et le Papillon)
- 3 - Ella Taylor, LA Weekly (ex æquo avec Loin d'elle)
- 3 - Sheri Linden, The Hollywood Reporter
- 5 - David Edelstein, New York magazine
- 5 - Marjorie Baumgarten, The Austin Chronicle
- 6 - Lawrence Toppman, The Charlotte Observer
- 7 - Kirk Honeycutt, The Hollywood Reporter
- 7 - Peter Hartlaub, San Francisco Chronicle
- 7 - Richard Schickel, TIME magazine
- 8 - Frank Scheck, The Hollywood Reporter
- 8 - Nathan Rabin, The A.V. Club
- 8 - Ray Bennett, The Hollywood Reporter
- 9 - A. O. Scott, The New York Times (ex æquo avec Loin d'elle)
- 10 - Carrie Rickey, The Philadelphia Inquirer
- 10 - Manohla Dargis, The New York Times

En France, l'accueil de la critique est assez positif, le site AlloCiné a recensé toutes les critiques de presse, avec une note moyenne de 3,3 sur 5.

### Box-office
| Pays ou région | Box-office     | Date d'arrêt du box-office | Nombre de semaines |
| -------------- | -------------- | -------------------------- | ------------------ |
| Mondial        | 10 642 023 $   | 22 mars 2009               | ?                  |
| États-Unis     | 6 623 082 $    | 27 avril 2008              | 22                 |
| France         | 17 708 entrées | 25 mai 2008                | ?                  |
| Belgique       | 3 883 entrées  | 2 novembre 2008            | ?                  |

Aux États-Unis, le film sort de façon limitée lors de sa première semaine d'exploitation (seulement diffusé dans 4 salles), enregistrant 240,698 $ . Mais au fur et à mesure des semaines, le film obtient une combinaison maximale de 110 salles à partir de la quatrième semaine et enregistrant 2 087 923 $ pour la cinquième semaine, où elle occupe la 18e place, ce qui est son meilleur classement. Les nombres de salles varient, passant de 92 à 201 salles à le diffuser, commencent à chuter de places en places pour finir avec 6 623 082 $.
En France, La Famille Savage passe carrément inaperçu lors de sa sortie en salles, avec 17 708 entrées, avec 1 323 entrées au premier jour, 8 376 entrées le premier week-end et 10 858 entrées la première semaine.

## Nominations et récompenses
- Nomination : Meilleur scénario aux Oscars 2008 pour Tamara Jenkins.
- Nomination : Meilleure actrice aux Oscars 2008 pour Laura Linney.
- Nomination : Meilleur acteur de comédie ou de film musical aux Golden Globes 2008 pour Philip Seymour Hoffman.
- Récompense : Meilleur acteur aux Independent Spirit Awards 2008 pour Philip Seymour Hoffman.
- Récompense : Meilleur scénario aux Independent Spirit Awards 2008 pour Tamara Jenkins.

## Autour du film
- L'action se déroule à Buffalo dans l'État de New York, et à Sun City dans l'Arizona, une vraie ville - créée dans les années 1960 - réservée aux retraités (la moyenne d'âge est de 75 ans).
- Dans l'appartement de Wendy, celle-ci tient particulièrement à son chat, Genghis, et à une plante : un ficus.
- Quand Lenny (Philip Bosco) organise une séance cinéma dans l'institution, on peut voir qu'il regarde Le Chanteur de Jazz, premier film parlant du cinéma.
- Le film fut réalisé en trente jours[12].
- La scène de la première de la pièce de Wendy a été filmée au Theater for the New City de New York. Ce centre culturel, lauréat d'un prix Pulitzer, produit chaque année une quarantaine de nouvelles pièces américaines. Le jeune Jon qui apparaît à l'écran dans la pièce est joué par Max Jenkins-Goetz, qui est le neveu de la réalisatrice.
- Avec La Famille Savage, Laura Linney obtient pour la seconde fois une nomination dans la catégorie meilleure actrice pour le rôle de Wendy Savage pour les Oscars. En 2001, elle obtient sa première nomination pour Tu peux compter sur moi (meilleure actrice) et en 2005, elle obtient sa seconde nomination pour son interprétation de la femme du Dr Kinsey (meilleure actrice dans un rôle de soutien).

## Vidéographie
- The Savages - 1 DVD Region 1 sorti le 22 avril 2008[13] édité par 20th Century Fox.
- La Famille Savage - 1 DVD Zone 2 sorti le 25 février 2009 édité par 20th Century Fox Home Entertainment[14].
- La Famille Savage - 1 DVD Zone 2 sorti le 4 février 2009 édité par 20th Century Fox Home Entertainment.